# Walter Poesse
Walter Poesse (* 21. Juli 1913 in Cleveland; † 18. Juli 2001 in Bloomington (Indiana)) war ein US-amerikanischer Romanist, Hispanist und Lusitanist.
Walter Poesse studierte an der Case Western Reserve University in Cleveland sowie an der Washington University in St. Louis. Dort schloss er ab mit der Masterarbeit A study in the syntax of Lazarillo de Tormes. Er promovierte an der University of California at Berkeley mit der Arbeit The internal line-structure of thirty autograph plays of Lope de Vega (Bloomington 1949, New York 1973) und lehrte von 1941 bis 1942, von 1946 bis 1950 und von 1952 bis 1975 (jeweils unterbrochen durch Kriegsdienst) an der Indiana University Bloomington.

## Werke
- Ensayo de una bibliografía de Juan Ruiz de Alarcón y Mendoza, Valencia 1964
- (Hrsg.) Homage to John M. Hill in memoriam, Bloomington 1968
- Juan Ruiz de Alarcón, New York 1972
- An annotated, analytical bibliography of Tirso de Molina studies 1627–1977, hrsg. von Vern G. Williamsen, Columbia, Missouri 1979